# Södersjön, Småland
Södersjön är en sjö i Västerviks kommun i Småland och ingår i Botorpsströmmens huvudavrinningsområde. Sjön är 12 meter djup, har en yta på 0,382 kvadratkilometer och befinner sig 73,4 meter över havet.

## Delavrinningsområde
Södersjön ingår i det delavrinningsområde (641600-152630) som SMHI kallar för Mynnar i Långrammen. Medelhöjden är 89 meter över havet och ytan är 18,28 kvadratkilometer. Det finns inga avrinningsområden uppströms utan avrinningsområdet är högsta punkten. Vattendraget som avvattnar avrinningsområdet har biflödesordning 2, vilket innebär att vattnet flödar genom totalt 2 vattendrag innan det når havet efter 43 kilometer. Avrinningsområdet består mestadels av skog (65 %), öppen mark (12 %) och jordbruk (15 %). Avrinningsområdet har 1,22 kvadratkilometer vattenytor vilket ger det en sjöprocent på 6,7 %.